# Живети као сав нормалан свет
Живети као сав нормалан свет је југословенски филм из 1982. године, који је режирао Милош Радивојевић, а сценарио је писао Радослав Радивојевић.

## Радња
Радош долази из провинције у Београд да се упише на Музичку академију. Има пуно идеја и жели да ствара музику за човечанство. Станује у собици у поткровљу и због беспарице станарину газдарици плаћа у натури. У почетку је одушевљен али полако се разочарава средином и односом професора према музици. Јавно исказује своје мишљење да је музика која се форсира на Академији за мртваце. Он жели праву, нову, велику музику и мало љубави. Пошто борба на факултету не показује резултате, разочаран Радош се враћа кући. Отац га приморава на повратак у борбу.

## Улоге
| Глумац             | Улога                |
| ------------------ | -------------------- |
| Светислав Гонцић   | Радош                |
| Соња Савић         | Наташа               |
| Милан Пузић        | Едвард               |
| Душан Јанићијевић  | отац                 |
| Сима Јанићијевић   | деда                 |
| Оливера Марковић   | Академски сликар     |
| Славко Штимац      | младић у колицима    |
| Љиљана Шљапић      | газдарица            |
| Петар Банићевић    | декан                |
| Павле Богатинчевић | професор Радивојевић |
| Предраг Милинковић | професор             |
| Бранко Цвејић      | професор             |
| Оливера Јежина     |                      |
| Аленка Ранчић      |                      |
| Бранимир Брстина   |                      |
| Зоран Цвијановић   |                      |
| Снежана Савић      |                      |
| Богдан Тирнанић    |                      |
| Соња Кнежевић      |                      |
| Јасмина Терзић     |                      |
| Јован Ранчић       |                      |
| Дубравка Живковић  |                      |
| Татјана Марчетић   |                      |
| Марија Милутиновић |                      |
| Гордана Шувак      |                      |

## Награде
На 29. Филмском фестивалу у Пули 1982. године:
- Милош Радивојевић - Златна арена и награда Ц. И. Д. А. Л. Ц. за режију

На 17. Филмским сусретима у Нишу 1982:
- Соња Савић - Награда Царица Теодора за најбољу женску улогу у филму.